# قانون الجماعات الأوروبية (المعدل) لعام 1998
قانون الجماعات الأوروبية (المعدل) لعام 1998 هو قانون صادر عن برلمان المملكة المتحدة شهد التعديل الرئيسي الثالث لقانون الجماعات الأوروبية لعام 1972 ليشمل الأحكام التي تم الاتفاق عليها في معاهدة أمستردام التي تم التوقيع عليها في 2 أكتوبر 1997 ليتم إدراجها في القانون المحلي للمملكة المتحدة، تم منحه الموافقة الملكية في 11 يونيو 1998.